# Periptychidae
Periptychidae — родина палеоценових плацентарних ссавців, остаточно відома лише з Північної Америки. Родина є частиною випромінювання ранніх травоїдних і всеїдних ссавців, раніше класифікованих у вимерлому ряді "Condylarthra", який може бути пов'язаний з деякими або всіма живими копитними (копитними). Периптихи відрізняються від інших «кондилартів» своїми зубами, які мають роздуті премоляри та незвичайні вертикальні емалі. Родина включає як великі, так і малі роди, причому більші форми мають міцний скелет. Відомі скелети периптихів свідчать про узагальнені наземні звички.